# Pont-de-Loup
Pour les articles homonymes, voir Pont (toponyme).
Pont-de-Loup (en wallon Pondlô) est une section de la commune belge d'Aiseau-Presles située en Wallonie dans la province de Hainaut. C’était une commune à part entière avant la fusion des communes.
Ses habitants sont appelés les Lupipontains.

## Étymologie
Étymologie possible : bois (germ. lauha) du marais (francique polder).

### Anciennes formes
- 840 Funderlo ;
- 1143 Ponderlous ;
- 1162 Pondrelos ;
- 1230 Ponderlues ;
- 1232 Podreluez ;
- 1235 Pondreluez ;
- 1238 Pondrelouz ;
- 1250 Pondreluz ;
- 1265 Pondrelos ;
- 1385 Pondeslous ;
- 1398 Pondrelous ;
- 1408 Pondralous ;
- 1420 Pondelour ;
- 1423 Ponderlou ;
- 1426 Pontdreloux ;
- 1438 Pondelou ;
- 1462 Pont de Loup ;
- 1491 Pondreloux ;
- 1599 Pontdreloup ;
- 1625 Pondeloup ;
- 1628 Pondeloux ;
- 1737 Pon de loup ;
- après 1750, Pont-de-Loup.

## Géographie

### Morphologie urbaine

#### Lieux-dits
Baty, Champs Saint-Clet, Joncquière, Malfait, Monts, Wairchat et Quartier du Roi.

#### Cités
Cité Saint-Clet et cité Sainte-Face.

## Évolution démographique
- Sources : INS, Rem. : 1831 jusqu'en 1970 = recensements, 1976 = nombre d'habitants au 31 décembre.

## Histoire
Le village est cité pour la première fois en 840 par Louis le débonnaire qui cédait le domaine à un dénommé Ekkard. Pont-de-Loup était une possession de la Principauté de Liège, le village s'étendait au-delà de Châtelet. En 1867, le petit hameau de Pironchamps devint une commune indépendante qui fusionna, en 1977, avec la commune voisine de Farciennes.

### Seigneurs de Pont-de-Loup
À l'époque de la société d'Ancien Régime, Pont-de-Loup est une seigneurie.
- Jacques Stainier est seigneur de Pont-de-Loup, située près de Châtelet vers 1550.
- Par contrat de mariage devant Me Pirquet  à Liège le 21 juillet 1552, sa fille Louise épouse Charles Bady II, qui devient de ce fait seigneur de Pont à la mort de son beau-père. Il est le fils de Charles Bady  Ier, écuyer et de Jeanne de Preelles. Les Bady sont originaires de Liège. Ils ont pour armes : « D'azur au lion grimpant d'or, tenant dans ses pattes une clef d'argent »[3].
- Bertrand Bady  Ier, fils de Charles II, seigneur de Pont, épouse à Marchiennes (sans doute plutôt Marchienne-au-Pont que Marchiennes), par contrat du 22 juin 1569, Barbe Bruant, fille d'Henri. Veuf, il se remarie, le nom de sa deuxième femme n'est pas connu. Il établit son testament le 30 décembre 1621.

- Martin Bady, fils de Bertrand Ier; seigneur de Pont, mayeur de Dampremy, où il épouse par contrat du 8 août 1608 Françoise Blatton, fille de Jean-François et petite-fille de Jacques, bourgmestre de Thuin. Elle est veuve en 1626 et en 1648. Elle a eu six enfants nés à Dampremy dont :

- Bertrand Bady II (1617-1685), fils de Martin, né à Dampremy, y baptisé le 21 mars 1617, seigneur du Pont, époux de Anne Marie Albert puis de Hyacinthe Dumont, morte le 1er octobre 1695. Bertrand meurt à Namur paroisse Saint-Jean l'Évangéliste le 27 mars 1685. Il a eu cinq enfants dont :

1. Pierre Bady (1647-1715), seigneur d'Aymeries, Pont-sur-Sambre etc.[4].
2. Lancelot dit Charles, mort à Marchienne-au-Pont le 10 juillet 1711 qui avait eu un fils Charles Bady III, capitaine au régiment allemand de Reding, au service de la France par commission du 27 novembre 1707, mort le 18 août 1742.
3. Alexandrine épouse par contrat du 19 décembre 1679 François Nicolas Stainier, fils de Robert et de Marguerite Burlen (Stainier est le nom de famille de l'épouse de Charles Bady II ci-dessus)[4].

## Liste des bourgmestres de 1830 à 1977
- Godefroid Goret (1853) : également conseiller provincial et directeur-gérant du charbonnage du Boubier

## Patrimoine et culture

### Patrimoine monumental

#### Lieux et monuments
- Tour romane de Pont-de-Loup, est la tour de l'ancienne église paroissiale Saint-Clet entouré d'un cimetière partie militaire et partie civil[5].
- L'église Saint-Clet, en style néo-gothique édifiée en 1861 et consacrée en 1952[6].

### Culture et folklore

#### Le culte Notre-Dame Del Manock
La bienheureuse Marie Del Manock est citée pour la première fois en 1358. Vierge locale, elle est l'objet de vénération par les personnes qui viennent l'invoquer pour la guérison de leur surdité.

## Sport et vie associative

### Sports
Du point de vue sportif, Pont-de-loup abrite le club de foot et les deux clubs de basket :
- Le club de basket féminin ( Royal Spirou Pont-de Loup ) créé en 1927
- Le club de basket garçon ( Royal Eclairs Pont-de-Loup ) qui se sont bien démarqués cette saison (2012-2013) par une qualification de la P1 pour les Playoffs et un titre ainsi que la montée en P2 de la compétitive équipe P3.

#### Infrastructure
- Salle omnisports terminée en 1972 et opérationnelle en 1974[7].

## Personnalités nées à Pont-de-Loup
- François Cabut (1928-2002), coureur cycliste ;
- Claude-Robert Roland (1935), organiste et compositeur.